# Polynoe chilensis
Polynoe chilensis är en ringmaskart som beskrevs av Blanchard in Gay 1849. Polynoe chilensis ingår i släktet Polynoe och familjen Polynoidae. Inga underarter finns listade i Catalogue of Life.